# Asociación de Informadores Cinematográficos de España
La Asociación de Informadores Cinematográficos de España (AICE) es una asociación de periodistas que cubren la industria de cine y series en España. La asociación fue fundada en 2013 con el objetivo de aglutinar al gremio de críticos e informadores españoles de cine y de series. Es organizadora de los galardones Premios Feroz, considerados antesala de los Goya.
Además, los socios de AICE otorgan el Premio Feroz Zinemaldia en el Festival Internacional de Cine de San Sebastián, el Premio Feroz Puerta Oscura en el Festival de Málaga y el Premio Feroz Cinema Jove al mejor cortometraje en el seno del festival del mismo nombre. 
También organizan: 
- El festival de cine y series LO QUE VIENE en la Ribera de Navarra desde 2018, un encuentro entre la prensa especializada y destacados agentes del sector audiovisual.
- El campus de verano LA INMORTAL en la Filmoteca de Zaragoza (en 2021, 2022 y 2023), toda una semana de cursos, talleres y proyecciones especiales en el que están presentes importantes profesionales de la comunicación y el audiovisual.

## Historia y objetivos
Su fundación en el año 2013 tiene como objetivo la unión de críticos e informadores sin ninguna distinción, como de medios convencionales o electrónicos, el lugar donde cada uno esté radicado, el medio que desempeña su trabajo y la modalidad contractual a la que esté acogido.
Su principal y más importante objetivo es la organización anual de los Premios Feroz, además de entregar diversos galardones como el Feroz Zinemaldia a la mejor película en la sección oficial del Festival Internacional de Cine de San Sebastián y el Feroz Puerta Oscura al mejor largometraje en la sección de documentales del Festival de Cine en Español de Málaga.
La asociación cuenta con dos comisiones especializadas: la Comisión Profesional, que atiende a necesidades del gremio y asiste a sus miembros, y la Comisión de Formación, que ofrece distintas oportunidades de formación a los asociados.

## Creación de los Premios Feroz
La asociación tiene como uno de sus principales objetivos la entrega anual de los Premios Feroz, unos galardones cinematográficos que reconocen el mérito y calidad de producciones cinematográficas españolas. Su primera gala se celebró el 27 de enero de 2014 contando con 13 categorías, en su cuarta edición incluyó 6 nuevas categorías que premian a series de televisión.
Los galardones son considerados la antesala de los Premios Goya de la Academia de Cine, y desde su creación fueron comparados con la ceremonia estadounidense de los Globos de Oro.